# Eupleres major
Eupleres major — рідкісний мангустоподібний ссавець, ендемік Мадагаскару. Донедавна фаланук східний (Eupleres goudotii) був єдиним визнаним видом роду Eupleres. У 2010 році Гудман і Хелген надали морфологічні докази того, що два фалануки є окремими видами і проживають у різних географічних місцях. E. major більший і коричневіший порівняно з E. goudotii і має дієту, що складається в основному з безхребетних, таких як черви, равлики та слимаки.
Знання про екологію західного фаланука обмежені, але вважається, що його ареал обмежується сухими листяними лісами, затопленою пальмовою саваною та водно-болотними угіддями. Відомо, що E. major зустрічається в Національному парку Анкарафанціка, а також вважається, що його можна знайти в інших місцевих національних парках і заповідниках або поблизу них. Основними хижаками західного фаланука є здичавілі собаки та люди. E. major наразі внесено до списку видів, що перебувають під загрозою зникнення, у Червоному списку МСОП. Торгівля та використання наразі невідомі, але популяція різко скоротилася на 50% через різні фактори, такі як полювання та постійне перетворення та фрагментація середовища існування.